# Holding
Een holding, controlemaatschappij of (centrale) houdstermaatschappij is een vennootschap die hiërarchisch gezien de hoogste maatschappij binnen een groep van maatschappijen is. Een houdstermaatschappij is een holding die louter de aandelen van verbonden maatschappijen houdt.
De holding kan de moedermaatschappij van het concern zijn. Zij houdt de aandelen in de andere maatschappijen van de groep (de werkmaatschappijen) en het bestuur van de holding treedt op als de gezamenlijke leiding van de groep. De holding produceert zelf niets en haalt haar winst uit de opbrengsten van de aandelenparticipaties, voornamelijk de uitgekeerde dividenden. Wel is het mogelijk en vaak ook gangbaar dat de administratie gecentraliseerd is in de moedermaatschappij.
Sommige holdings investeren in verschillende bedrijven van uiteenlopende aard, waarbij het risico voor de eigenaars of aandeelhouders van de holding gespreid wordt (conglomeraat); andere holdings zijn dan weer specifiek opgericht om één enkel bedrijf te controleren. De constructie is vaak grensoverschrijdend, met dochtermaatschappijen en tussenholdings in het buitenland.
Hoe groter een onderneming, hoe moeilijker het wordt om nog een meerderheid van de aandelen te bezitten. Maar hoe groter een bedrijf hoe meer verspreid het aandeelhouderschap zal zijn. Medezeggenschap kan dan dus ook al bij een kleinere participatie.
Particulieren gebruiken soms ook persoonlijke holdings om fiscale redenen en als aansprakelijkheidsbescherming. Dit ziet men vaak bij vrije beroepsbeoefenaars zoals advocaten, artsen, notarissen e.d.
Voor de Nederlandse Belastingdienst dient een houdstermaatschappij zich (bijna) het hele jaar bezig te houden met (bijna) alleen het houden van deelnemingen in verbonden maatschappijen. Zij mag maximaal 24 werknemers hebben, berekend naar fulltime arbeidsplaatsen. Deze werknemers mogen zich ook bijna uitsluitend bezighouden met het houden van deelnemingen. Hieronder valt doorgaans bijvoorbeeld niet het management of de directievoering over een werkmaatschappij.

## Holdingstructuur
Een holding maakt deel uit van een holdingstructuur, bestaande uit meerdere ondernemingen die met elkaar in relatie staan. Een holdingconstructie bestaat uit minimaal een holding en een werkmaatschappij. De eigenaar van de holding is tevens de eigenaar van de werkmaatschappij(en). In de holding kunnen de winsten, pensioenopbouw en vaste activa worden opgebracht, terwijl de risicovolle bedrijfsactiviteiten worden uitgevoerd door de werkmaatschappij(en). In Nederland is een holding meestal een BV.
Tot een concern kunnen ook één of meer tussenhoudstermaatschappijen behoren. Zo’n maatschappij treedt op als houdstermaatschappij van aandelen in andere groepsmaatschappijen die gezamenlijk bijvoorbeeld als divisie optreden.

## Doel van een holding
Een holding kan verschillende doelen hebben:
- Zeggenschap. Indien men de meerderheid van de aandelen bezit dan kan men bestuurders in de raad van bestuur benoemen.
- Beschermingsconstructie. Door aandelen onder te brengen in een holding kan men een beursgenoteerde onderneming beschermen tegen een vijandige overname.
- Belastingen. Belastingtechnische aspecten kunnen van belang zijn voor het optuigen van een holdingsconstructie.
- Aansprakelijkheidsbescherming (liability blocker). Dergelijke holdings participeren als vennoot in entiteiten waar ongelimiteerde aangesprakelijkheid voor de vennoten bestaat (bijvoorbeeld een maatschap of beherend vennoten in een c.v.), en beschermen daarmee de aandeelhouder(s) tegen aansprakelijkheid uit de bedrijfsuitoefening van deze eniteiten.

## Voorbeelden
- Ahold Delhaize, Nederlandse holding, eigenaar van o.a. Albert Heijn, Delhaize, Etos, Gall & Gall en bol
- Ackermans & van Haaren, gediversifieerde Belgische holding
- Groupe Bruxelles Lambert, gediversifieerde Belgische holding
- Sofina, gediversifieerde Belgische holding
- Solvac, monoholding, heeft alleen aandelen van het chemische bedrijf Solvay in bezit.
- Tubize, monoholding, heeft alleen aandelen van het farmaceutische bedrijf Union Chimique Belge in bezit.
- Het Nederlandse Heineken Holding heeft iets meer dan de helft van de aandelen Heineken. De familie Heineken heeft iets meer dan de helft van Heineken Holding in bezit en beheerst zo met een kwart van de beurswaarde het hele bedrijf.
- Het Amerikaanse UAL Corporation is eigenaar van de luchtvaartmaatschappij United Airlines.
- Het Franse Air France-KLM is eigenaar van onder andere Air France en KLM en is mede-eigenaar van Alitalia.
- Goldman Sachs en Morgan Stanley zijn twee Amerikaanse zakenbanken die zijn omgevormd tot financiële holdings.

### Voorbeelden met een minderheidsbelang
Er zijn ook voorbeelden van een houdstermaatschappij met een minderheidsbelang. Vaak is een fiscale claim de oorzaak dat zo'n houdstermaatschappij nog bestaat.
- Dordtsche Petroleum (6,24%), Maxwell Petroleum (2%) en Moeara Enim waren (tot 2000) houdstermaatschappijen van aandelen Koninklijke Olie.
- Calvé is/was een houdstermaatschappij van aandelen Unilever.